# والدهاوزن
والدهاوزن (به فرانسوی: Waldhouse) یک کمون در فرانسه است که در Canton of Volmunster واقع شده‌است.

## خصوصیات
والدهاوزن ۶٫۵۸ کیلومترمربع مساحت و ۳۸۲ نفر جمعیت دارد و ۳۸۴ متر بالاتر از سطح دریا واقع شده‌است.